# Boskvarnasjön
Boskvarnasjön är en sjö i Uppvidinge kommun och Vetlanda kommun i Småland och ingår i Mörrumsåns huvudavrinningsområde. Sjön är 25 meter djup, har en yta på 1,2 kvadratkilometer och är belägen 251,9 meter över havet. Sjön avvattnas av vattendraget Mörrumsån (Åbyån). Vid provfiske har bland annat abborre, bergsimpa, gädda och gös fångats i sjön.

## Delavrinningsområde
Boskvarnasjön ingår i det delavrinningsområde (634692-145963) som SMHI kallar för Utloppet av Boskvarnasjön. Medelhöjden är 274 meter över havet och ytan är 16,75 kvadratkilometer. Räknas de 2 avrinningsområdena uppströms in blir den ackumulerade arean 34 kvadratkilometer. Avrinningsområdets utflöde Mörrumsån (Åbyån) mynnar i havet. Avrinningsområdet består mestadels av skog (75 procent) och jordbruk (10 procent). Avrinningsområdet har 1,41 kvadratkilometer vattenytor vilket ger det en sjöprocent på 8,4 procent. Bebyggelsen i området täcker en yta av 0,11 kvadratkilometer eller 1 procent av avrinningsområdet.

## Fisk
Vid provfiske har följande fisk fångats i sjön:
- Abborre
- Bergsimpa
- Gädda
- Gös
- Mört
- Siklöja